# يوليان كورب
جوليان كورب (بالألمانية: Julian Korb) (21 مارس 1992 إسن ألمانيا - ) هو لاعب كرة قدم ألماني، يلعب كلاعب وسط.

## روابط خارجية
- يوليان كورب على موقع الاتحاد الأوربي (الإنجليزية)
- يوليان كورب على موقع قاعدة بيانات كرة القدم.إي يو (الإنجليزية)
- يوليان كورب على موقع بيانات كرة القدم. دي إي (الألمانية)
- يوليان كورب على موقع Soccerbase.com (لاعب) (الإنجليزية)
- يوليان كورب على موقع Soccerway.com (الإنجليزية)
- يوليان كورب على موقع عالم كرة القدم.نت (الإنجليزية)
- يوليان كورب على موقع AS.com (الإسبانية)